# Thomas Raucat
Thomas Raucat, de son vrai nom Roger Emmanuel Alfred Poidatz, né à Paris le 8 avril 1894 et décédé à Paris le 14 août 1976 , est un écrivain français.

## Biographie
Né à Paris (8e arrondissement) le 8 avril 1894 d'Alfred Poidatz, administrateur délégué de la société Decauville, et de Cécile Magniol (petite-fille de Pierre-Louis-Napoléon Chernoviz), et neveu de Henry Poidatz, il est élève de l'École polytechnique de 1913 à 1915. Jeune sous lieutenant d'artillerie, il est versé dans l'aéronautique et devient commandant de la section de photographie aérienne qu'il vient de créer (S.P.A. de la Xe armée). Cité à l'ordre du régiment le 22 juin 1915 avec l'ensemble de la section photographique pour son action pendant la Première Guerre mondiale, il est envoyé après la guerre avec la 4e mission française au Japon pour former les Japonais, alliés de la France, à la photographie aérienne.
Son séjour de deux ans, terminé il retourne en Europe par la Chine et l'Inde tout en achevant son premier roman, L'Honorable Partie de campagne, basé sur sa vie au Japon et l'incompréhension entre deux civilisations. Le tout est traité avec un humour alors décapant. Poidatz signe en effet son livre « Thomas Raucat », une approximation phonétique du japonais Tomaro Ka : « Ne m'arrêterais-je point ici ? » (plus crûment : « On va à l'hôtel ? »).
Le roman qui a d'excellentes critiques obtient un succès commercial mais déclenche des polémiques, surtout au Japon. Ultérieurement Thomas Raucat publie Loin des blondes, qui retrace ses expériences et souvenirs d'Asie et reprend, en l'amplifiant, un recueil d'articles intitulé De Shang-Haï à Canton.
Professionnellement il fait carrière dans l'aviation et les assurances. Il entre à La Paternelle dont son oncle Paul André est directeur général et devient directeur adjoint en 1935.
Il épouse à Beyrouth le 16 octobre 1929 Odile Orthlieb, fille du général de l'armée de l'air (alors colonel à la base de Rayak en Syrie où est prononcée la bénédiction religieuse le lendemain) et a cinq enfants dont quatre filles. Chevalier de la Légion d'honneur, il décède le 14 août 1976 à Paris (14e arrondissement).

## Œuvres

### Livres
- L'Honorable Partie de campagne, 1924, Librairie Gallimard (nombreuses rééditions, dont une illustrée de gravures à l'eau-forte par Foujita).
- De Shang-Haï à Canton, 1927, publié à nouveau en 1928 sous le titre Loin des blondes

### Articles de presse
- « Foujita et le Japon », Le Monde de l'art, n°9, septembre 1927, pp. 317-320 (lire en ligne).

### Adaptation cinématographique
Le roman L'Honorable Partie de campagne a été adapté au cinéma sous le titre de Typhon sur Nagasaki (1957) par Yves Ciampi avec le trio d'acteurs : Danielle Darrieux, Jean Marais et Keiko Kishi.

## Sources
- Jean-Marie Thiébaud, La présence française au Japon : du XVIe siècle à nos jours : histoire d'une séduction et d'une passion réciproques, Paris, l'Harmattan, 2008, 477 p. (ISBN 978-2-296-05142-3, lire en ligne)